# Jak rozpętałem drugą wojnę światową
Jak rozpętałem drugą wojnę światową – polska komedia wojenna z 1969 w reżyserii Tadeusza Chmielewskiego, zrealizowana na podstawie powieści Kazimierza Sławińskiego Przygody kanoniera Dolasa.
Film, złożony z trzech pełnometrażowych części, opowiada o przygodach polskiego żołnierza Franciszka Dolasa, któremu na skutek komicznych zbiegów okoliczności wydaje się, że to przez niego wybuchła II wojna światowa. Pragnąc się za wszelką cenę zrehabilitować, pakuje się w coraz większe tarapaty. Rzucany przez los na różne fronty wojny (Jugosławia, Morze Śródziemne, Afryka, Włochy), wraca w końcu do Polski.

## Fabuła

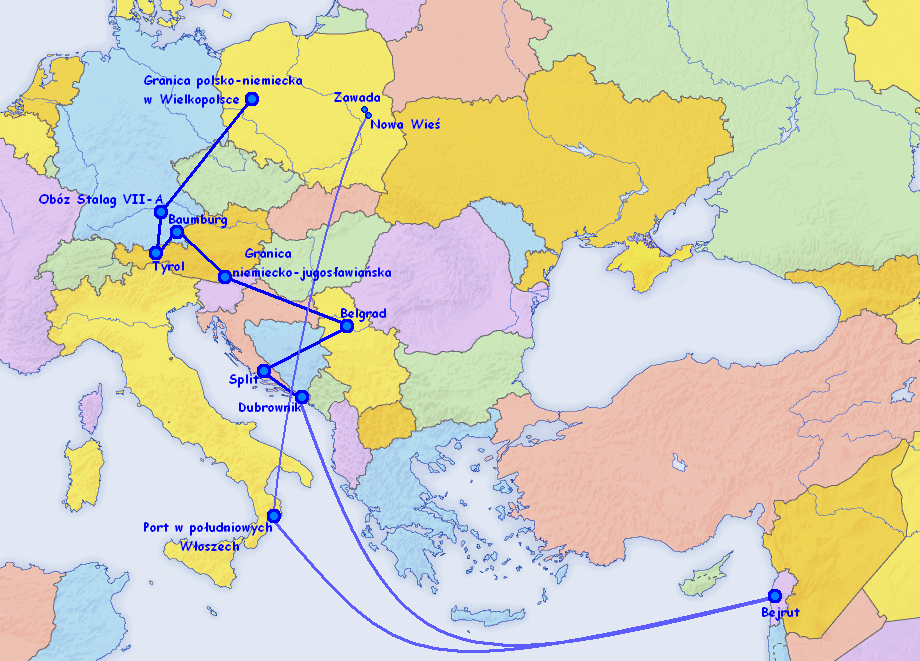
Przybliżona trasa wędrówki Franciszka Dolasa

31 sierpnia 1939 roku Dolas przybywa na granicę polsko-niemiecką w plutonie mającym wzmocnić obronę stacji kolejowej, ale zasypia w wagonie i przejeżdża mimowolnie granicę. Przebudziwszy się, widząc Niemców szykujących się do ataku, bierze ich za dywersantów. Próbując zatrzymać jednego z nich, strzela, a za chwilę rozpoczyna się atak Niemiec na Polskę, przez co Franek jest przekonany, że rozpętał wojnę. Dostaje się do niewoli niemieckiej i trafia do obozu jenieckiego, gdzie chce zorganizować ucieczkę, ale jego przesadny entuzjazm razi obozowych konspiratorów.
Gdy Niemcy odkrywają próbę podkopu, Dolas ma zostać przewieziony do innego obozu, ale ucieka na stacji kolejowej. Wraz z obozowym kolegą Józkiem, ukrywa się w wagonie, który według ich przekonania jedzie do Strasburga. Jednakże zamiast do Francji Franek dojeżdża do Tyrolu, gdzie musi pracować na roli u tamtejszych gospodarzy. Nie trwa to długo, gdyż Dolas wypuszcza byka, który atakuje zgromadzonych Austriaków. Polak za swój czyn zostaje skazany na śmierć przez Gestapo, ale ucieka z pędzącego pociągu podczas przewozu do innego obozu.
Trafia do Jugosławii, gdzie zostaje ciepło przyjęty i jedzie do polskiej ambasady w Belgradzie, skąd trafia do Splitu. Tam zostaje wzięty na jugosłowiański statek handlowy i płynie do Famagusty na Cyprze, podczas rejsu pracuje jako palacz. Jego statek zostaje storpedowany przez włoski okręt podwodny; załogę zatopionego statku ratują Francuzi, a marynarze (w tym Dolas) dopływają do Syrii i zostają wcieleni do Legii Cudzoziemskiej, gdzie Franek zostaje kucharzem. Zdobywszy żywność od Arabów w grze hazardowej, Dolas zdobywa wysoką pozycję w forcie, ale zostaje wtrącony do więzienia, przez co żołnierze odwracają się od swojego dowódcy i przechodzą na stronę Wolnych Francuzów. Franek trafia do Anglików, gdzie poprzez swój nadmierny entuzjazm do walki natrafia na nieprzyjemności i zostaje jeńcem, ale ucieka z obozu, gdyż jest przekonany, że pobił brytyjskiego oficera. Następnie Dolas w mundurze angielskim spotyka żołnierza włoskiego, który zostaje ranny. Franek zabiera go do obozu włoskiego, gdzie poprzez zajęcie burdelu doprowadza do starć, a sam w przebraniu sanitariusza trafia statkiem do Włoch.
We Włoszech Franek zdobywa mundur niemiecki, ale zostaje uznany za dezertera i skierowany na front wschodni. Jednak nie trafia tam, gdyż wyskakuje ze spadochronem z lecącego samolotu i trafia do polskiego klasztoru. Następnie spotyka Teresę, której udowadnia swoje polskie pochodzenie, a potem trafia do partyzantów. Tam spotyka Józka, który pomny nieprzyjemności wynikających ze współpracy z Frankiem zabrania uzbrajania rekruta. Dolas razem z oddziałem udaje się pod most, który Polacy chcą zdobyć, ale w drodze gubi się w lesie na polu minowym, gdzie ratuje go chłop. Franek próbuje wrócić do oddziału, po czym rozbraja zaminowany most przeznaczony przez Niemców do wysadzenia. Nadjeżdżają czołgi Ludowego Wojska Polskiego, których załogi Franek wita z wielką radością.

## Obsada
- Marian Kociniak – starszy strzelec Franciszek Dolas
- Kazimierz Talarczyk – Woydyłło
- Jerzy Block – zawiadowca
- Wirgiliusz Gryń – Józek Kryska
- Andrzej Gawroński – Helmut, gestapowiec
- Emil Karewicz – oficer gestapo
- Henryk Łapiński – Władzio Wachocki
- Tadeusz Teodorczyk – strażnik w stalagu
- Andrzej Herder – gestapowiec Hans
- Leon Pietraszkiewicz – Herbert Gulke
- Stanisław Milski – niemiecki generał
- Jerzy Rogalski – chłop Jędrzej Grzyb
- Leonard Pietraszak – lotnik w stalagu
- Mirosław Szonert – żandarm
- Mieczysław Stoor – gestapowiec
- Jarosław Skulski – pułkownik w polskiej ambasadzie w Belgradzie
- Tomasz Zaliwski – jugosłowiański oficer
- Elżbieta Starostecka – piosenkarka w tawernie
- Jerzy Moes – porucznik Regulski
- Andrzej Krasicki – kapitan francuskiego statku
- Wojciech Zagórski – Turek werbujący na niemiecki statek
- Janina Borońska – porucznik Elżbieta w ambasadzie w Belgradzie
- Ludwik Benoit – karczmarz
- Janusz Kłosiński – karczmarz
- Jan Paweł Kruk – marynarz
- Zdzisław Kuźniar – Dimo Stojadinović, kapitan jugosłowiańskiego statku
- Józef Łodyński – palacz na jugosłowiańskim statku
- Krystyna Borowicz – szefowa burdelu
- Piotr Fronczewski – włoski żołnierz
- Wacław Kowalski – Kiedros, sierżant Legii Cudzoziemskiej
- Jan Świderski – kapitan Legii Cudzoziemskiej Letoux
- Leonard Andrzejewski – żołnierz Legii Cudzoziemskiej
- Kazimierz Rudzki – kapitan Ralf Peacoock
- Lech Ordon – sierżant Hopkins
- Zdzisław Maklakiewicz – żołnierz włoski
- Jerzy Duszyński – żołnierz włoski
- Marian Rułka – żołnierz brytyjski
- Joanna Jędryka – Teresa
- Małgorzata Pritulak – Mirella
- Kazimierz Fabisiak – ojciec Dominik, przeor klasztoru
- Konrad Morawski – Matula
- Zygmunt Zintel – brat Sebastian
- Halina Buyno-Łoza – Jóźwiakowa
- Stanisław Gronkowski – partyzant „Wilk”
- Stefan Szmidt – partyzant grający z Dolasem w trzy karty
- Aleksander Fogiel – Jóźwiak
- Eugeniusz Kamiński – gestapowiec
- Ludwik Kasendra – brat Florian
- Bohdan Wróblewski – urzędnik ambasady polskiej w Belgradzie
- Zbigniew Lesień – więzień stalagu
- Ryszard Dembiński – oficer niemiecki na odprawie w wagonie
- Piotr Różański – adiutant kapitana Letouxa
- Wojciech Brzozowicz – sierżant Karaś
- Marian Wojtczak
- Eugeniusz Priwieziencew – 2 role: młody zakonnik, partyzant (nie występuje w napisach)

## Produkcja

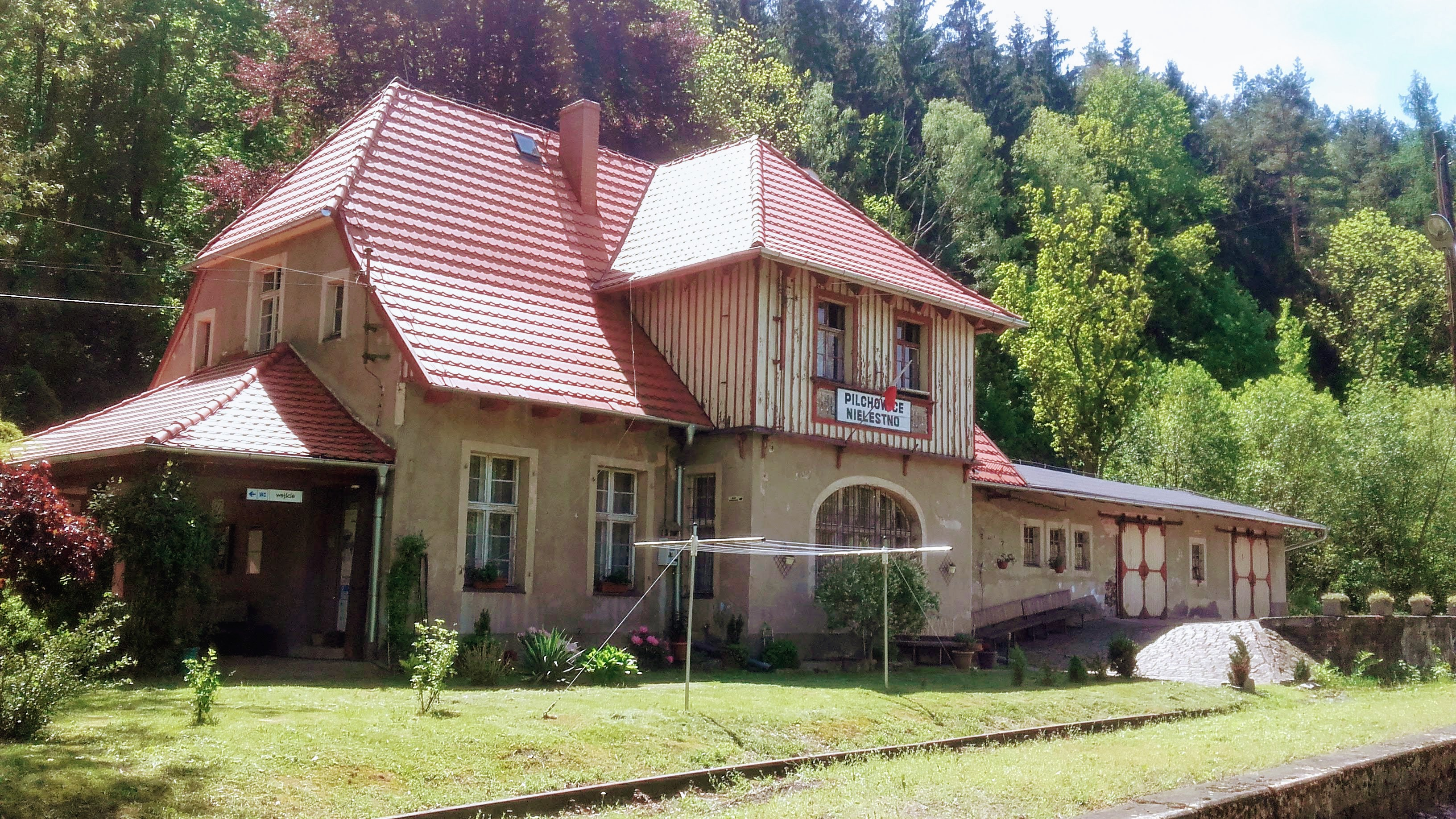
Stacja kolejowa, na której Franek Dolas „rozpętał” II wojnę światową

Jak rozpętałem drugą wojnę światową został wyprodukowany przez Przedsiębiorstwo Realizacji Filmów Zespoły Filmowe. Scenariusz do filmu napisał Tadeusz Chmielewski, w oparciu o powieść Przygody kanoniera Dolasa autorstwa Kazimierza Sławińskiego. Operatorem zdjęć został Jerzy Stawicki. Film składa się z trzech części: Ucieczka (86 min), Za bronią (72 min) i Wśród swoich (73 min). Na etapie kolaudacji scenariusza planowano dwie części: Jak rozpocząłem drugą wojnę światową i Jak zakończyłem drugą wojnę światową (po ok. 120 min każda).
Początkowe sceny sfilmowano na stacji kolejowej we wsi Nielestno, gmina Wleń. Zdjęcia kręcono również w Jeleniej Górze, Szklarskiej Porębie, Soczi, Baku, Jałcie, Suchumi, Gdyni, Poświętnem, dolinie Jaworzynce w Tatrach, a także w Mileszkach. Pustynię odgrywała żwirownia na Stokach (dzielnica Łodzi) oraz Pustynia Błędowska. Sceny z obozu jenieckiego, w którym Dolas przygotowuje ucieczkę w pierwszej części, zostały nakręcone w tuczarni świń we wsi Krogulec (obecnie dzielnica Zgierza), z której na czas kręcenia filmu zostały wysiedlone lokatorki obiektu. W Studziannie w gminie Poświętne kręcono kryjówkę partyzantów (młyn wodny na tzw. Młynczysku), dzwonnicę kościelną (kościół św. Józefa) oraz sceny w klasztorze (bazylika św. Filipa Neri i św. Jana Chrzciciela). Most w Nowym Mieście nad Pilicą wystąpił w ostatnich scenach filmu, a filmową rzeką była Pilica. Sceny z bydłem kręcono na stacjach PKP Szklarska Poręba Średnia i Jelenia Góra Cieplice, a ucieczkę bohaterów – na stacji kolejowej Bielkowo w powiecie gdańskim.
W scenach z kaplicy obozu jenieckiego, polscy żołnierze przygotowują jasełka, śpiewając piosenkę żołnierską z czasów Legionów Leguny w niebie autorstwa Adama Kowalskiego, lecz pozbawioną akcentów antybolszewickich (w treści jednej ze zwrotek "bolszewicy" zostają w filmowej wersji zastąpieni "hitlerowcami").
Muzykę do ballady w filmie skomponował Jerzy Matuszkiewicz, słowa napisał Andrzej Czekalski, a wykonał ją Andrzej Żarnecki. Piosenkę w jugosłowiańskiej tawernie, „Noć na moru” („Noc na morzu”) wykonuje Katarina Šarčević, która podkładała głos pod piosenkarkę jugosłowiańską graną przez Elżbietę Starostecką.

## Premiera i dystrybucja
Jak rozpętałem drugą wojnę światową miał premierę 2 kwietnia 1970 roku. Ucieczka była dystrybuowana wraz z radzieckim reportażem Dzieje wioski Rizowatowoł z 1969 roku lub reportażem dokumentalnym List z Poronina produkcji WFO z 1969 roku. Z kolei Za bronią i Wśród swoich były dystrybuowane razem, w podwójnym pokazie.
Oryginalnie film został zrealizowany jako czarno-biała produkcja. W 2001 roku firma Dynacs Digital Studios z Hollywood, na zlecenie Studia Filmowego Oko oraz telewizji Polsat, stworzyła kolorową wersję z użyciem cyfrowej obróbki.

## Znaczenie i wpływ
Na stałe wśród Polaków zadomowił się gag filmowy, w którym Dolas po zatrzymaniu podczas przesłuchania przedstawia się jako "Grzegorz Brzęczyszczykiewicz", chcąc opóźnić swoją identyfikację i rozzłościć oficera gestapo (zagranego przez Emila Karewicza) oraz protokołującego Hansa (zagranego przez Andrzeja Herdera). Dolas podaje również fikcyjne miejsce zamieszkania: „Chrząszczyżewoszyce, powiat Łękołody”. Bohater wymienia te nazwy jako dalszy ciąg trudnego w wymowie łamańca językowego. Scena z udziałem Karewicza i Herdera nawiązuje do serialu Stawka większa niż życie z lat 1967–1968, gdzie Karewicz grał podobną postać gestapowca, Hermanna Brunnera.
29 sierpnia 2003 miała miejsce światowa premiera polskiej gry komputerowej z gatunku gier przygodowych i cRPG – Jak rozpętałem II wojnę światową. Nieznane przygody Franka Dolasa – wyprodukowanej przez Mirage Interactive, a wydanej przez Cenega Poland. Jej głównym bohaterem był również Franek Dolas, jednak fabuła nawiązywała do filmu w luźny sposób, zaś rozgrywka wymagała od bohatera częstego stosowania przemocy podczas podróży, co pozostawało w sprzeczności z postępowaniem filmowego Dolasa.